# Aoranthe cladantha
Aoranthe cladantha är en måreväxtart som först beskrevs av Karl Moritz Schumann, och fick sitt nu gällande namn av Somers. Aoranthe cladantha ingår i släktet Aoranthe och familjen måreväxter. Inga underarter finns listade i Catalogue of Life.